# Tarchonanthea coleoptrata
Tarchonanthea coleoptrata är en tvåvingeart som beskrevs av Amnon Freidberg och Moises Kaplan 1993. Tarchonanthea coleoptrata ingår i släktet Tarchonanthea och familjen borrflugor. Inga underarter finns listade i Catalogue of Life.